# Митчелл, Сайлас Уэйр (актёр)
Са́йлас Уэ́йр Ми́тчелл (англ. Silas Weir Mitchell, род. 30 сентября 1969, Филадельфия, Пенсильвания) — американский актёр. Имя при рождении — Сайлас Уэйр Митчелл Нилсон (англ. Silas Weir Mitchell Neilson). Наиболее известен по роли Монро в телесериале NBC «Гримм».

## Карьера
Периодически появлялся в первом сезоне сериала «24 часа» в роли Эли Стрэма, в телешоу «Меня зовут Эрл» как бывший напарник Эрла по аферам Донни Джонс и в телесериале «Побег» в роли беглеца Чарльза «Психа» Патошика. В DVD комментариях к «Побегу» он упоминает, что ранее прослушивался на роль Теодора «Ти-Бэг» Багвелла и Линкольна Барроуза. Митчелл играет роль безумного заключенного и в «Побеге», и  в «Меня зовут Эрл».
Он также играл роль Ллойда в фильме «Крысиные бега» и появляется в фильме «Девять ярдов 2». Одна из его самых заметных ролей это психически неустойчивый периодический герой Джеймс Хоган в телесериале «Детектив Раш». Митчелл появился в сериалах «C.S.I.: Место преступления Майами», «C.S.I.: Место преступления Нью-Йорк», «Закон и порядок: Специальный корпус», а в «Чёрной метке» сыграл нестабильного торговца оружием Сеймура.
Также Митчелл сыграл небольшие роли в телесериалах «Декстер», «Детектив Монк», «Клиент всегда мёртв», «Секретные материалы», «Менталист» и «Ищейка». Он также появился в сериале «C.S.I.: Место преступления» в шестом сезоне в эпизоде «Обслуживание номеров».
Он появился в американском полицейском сериале «Щит» в 2008 году в седьмом, заключительном сезоне. В октябре 2011 года Митчелл начал исполнять постоянную роль в сериале канала NBC «Гримм».
В 2009 году сыграл в «Развилке на дороге» с Джейми Кинг и в фильме «Хэллоуин 2». Митчелл также появился в телевизионном шоу Fox «Сознание» с Крисом Вэнсом, также из «Побега».

## Избранная фильмография
| Год       |    | Русское название                    | Оригинальное название             | Роль                     |
| --------- | -- | ----------------------------------- | --------------------------------- | ------------------------ |
| 1997      | ф  | Части тела                          | Private Parts                     | пациент                  |
| 1997      | тф | Автострада                          | Quicksilver Highway               | Брайн Адамс              |
| 1997      | с  | Тёмные небеса                       | Dark Skies                        | осуждённый               |
| 1997—1998 | с  | Скорая помощь                       | ER                                | Луис / Маркус Хейни      |
| 1997—2000 | с  | Полиция Нью-Йорка                   | NYPD Blue                         | Тони / Люк               |
| 1998      | ф  | Патриот                             | The Patriot                       | Пог                      |
| 1998      | с  | Месть без предела                   | Vengeance Unlimited               | капитан Джесси Фишер     |
| 1999      | с  | Секретные материалы                 | The X-Files                       | Даги                     |
| 1999      | ф  | Инферно                             | Inferno                           | Джесс Хогэн              |
| 1999      | с  | Притворщик                          | The Pretender                     | Люк Карло                |
| 2000      | с  | Практика                            | The Practice                      | Энтони Брикман           |
| 2000      | с  | Детектив Нэш Бриджес                | Nash Bridges                      | Рой Макнейр              |
| 2001      | ф  | Крысиные бега                       | Rat Race                          | Ллойд                    |
| 2002      | с  | 24 часа                             | 24                                | Эли Страм                |
| 2002      | с  | Хищные птицы                        | Birds of Prey                     | Сайрус Уотерс (Слик)     |
| 2003      | с  | Клиент всегда мёртв                 | Six Feet Under                    | Дион Корелли             |
| 2003—2005 | с  | Детектив Раш                        | Cold Case                         | Джеймс Хогэн             |
| 2004      | с  | C.S.I.: Место преступления Майами   | CSI: Miami                        | Ральф Дерст              |
| 2004      | ф  | Девять ярдов 2                      | The Whole Ten Yards               | Йермо                    |
| 2004      | с  | Расследование Джордан               | Crossing Jordan                   | Фрэнк Джонс/Аластер Дарк |
| 2005      | с  | Медиум                              | Medium                            | ненормальный муж         |
| 2005      | с  | Военно-юридическая служба           | JAG                               | Риз Парди                |
| 2005      | с  | C.S.I.: Место преступления Нью-Йорк | CSI: NY                           | Дэвид Скотт              |
| 2005      | с  | Сильное лекарство                   | Strong Medicine                   | Уэйд                     |
| 2005      | с  | C.S.I.: Место преступления          | CSI: Crime Scene Investigation    | Вилли Энджел             |
| 2005—2007 | с  | Побег                               | Prison Break                      | Чарльз Патошик           |
| 2005—2008 | с  | Меня зовут Эрл                      | My Name Is Earl                   | Донни Джонс              |
| 2006      | с  | Детектив Монк                       | Monk                              | менеджер аптеки          |
| 2006      | ф  | Флаги наших отцов                   | Flags of Our Fathers              | техник в лаборатории     |
| 2006      | с  | Без следа                           | Without a Trace                   | Люк Сивер                |
| 2007      | с  | Декстер                             | Dexter                            | Кен Олсон                |
| 2008      | с  | Ищейка                              | The Closer                        | отец Крис Донахью        |
| 2008      | с  | Щит                                 | The Shield                        | отец Мортон              |
| 2008      | с  | Чёрная метка                        | Burn Notice                       | Сеймур                   |
| 2009      | с  | Закон и порядок: Специальный корпус | Law & Order: Special Victims Unit | Оуэн Уолтерс             |
| 2009      | ф  | Хэллоуин 2                          | Halloween 2                       | Четт Джонс               |
| 2009      | с  | 4исла                               | Numb3rs                           | Даррен Дрю               |
| 2011      | с  | Менталист                           | The Mentalist                     | Артур Колфи              |
| 2011—2017 | с  | Гримм                               | Grimm                             | Монро                    |
| 2020      | с  | Спецназ города ангелов              | S.W.A.T.                          | Фил Уинтерс              |
| 2023      | с  | Мыслить как преступник              | Criminal Minds                    | Сайрус Легар             |